# Kirche von Vrådal

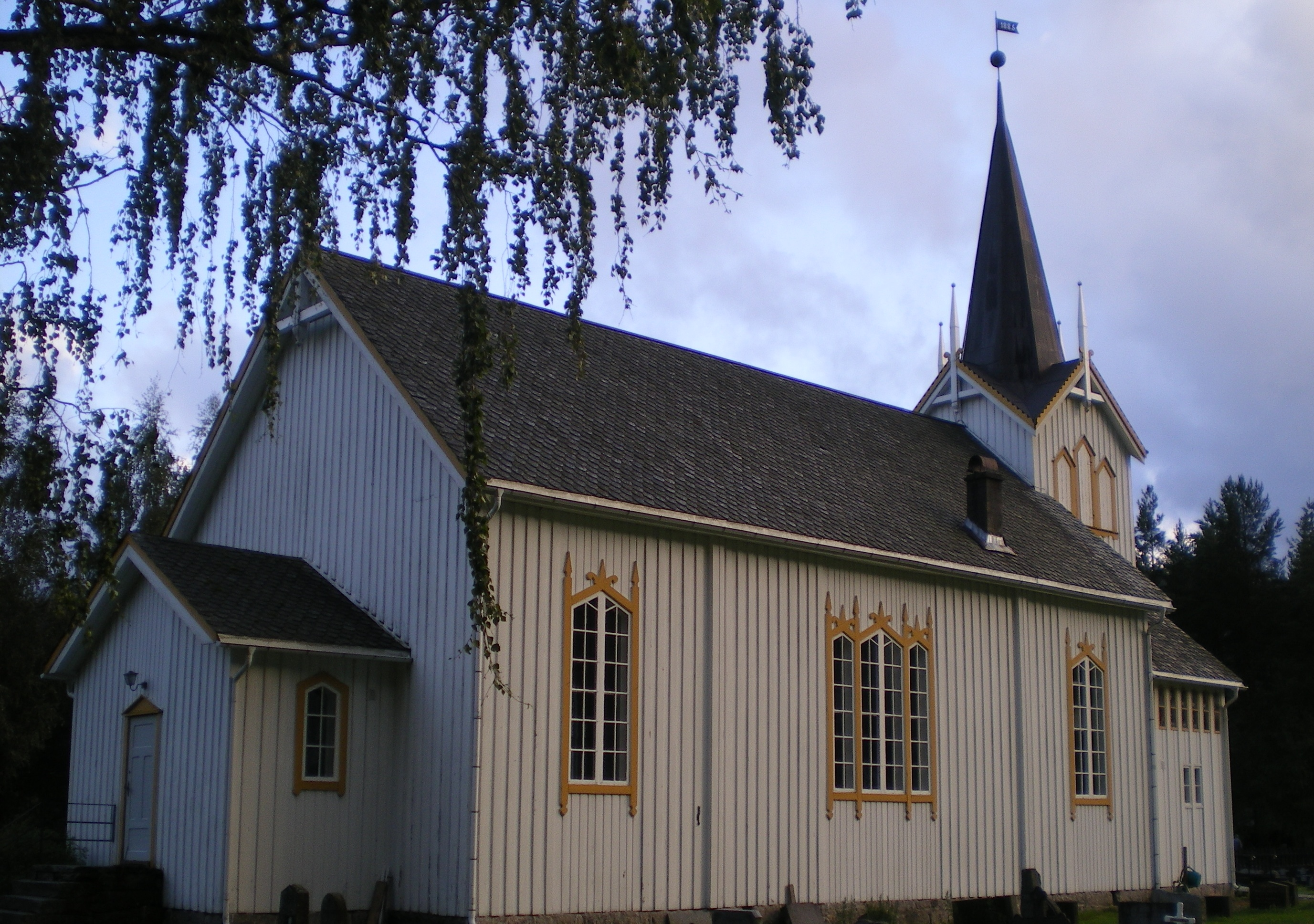
Kirche von Vrådal

Die Kirche von Vrådal (Bokmål: Vrådal Kirke) steht 4,5 km westlich der zur Kommune Kviteseid gehörenden Ortschaft Vrådal (in der Provinz Telemark, Norwegen). Sie wurde 1887 gebaut und ersetzte die ursprüngliche und für die Gemeinde zu klein gewordene Blockhauskirche, die der Gemeinde über 200 Jahre (1686–1887) als Gottesdienststätte diente. Die neue Kirche ist eine Langkirche und wurde vom Architekten Christian Heinrich Grosch entworfen. Die Kirchengemeinde gehört zum Bistum Agder und Telemark der evangelisch-lutherischen Norwegischen Kirche.

## Aussehen und Aufbau
Die Kirche ist aus Holz gebaut und besitzt im Westen einen Turm beim Eingangsportal. Sie ist außen weiß gestrichen.
In den 1990er und 2000er Jahren wurde die Kirche restauriert. Direkt an der Kirche befindet sich ein Friedhof.

## Ausstattung
Die Kirche hat 170 Sitzplätze. Das Altarbild, die Kanzel und der Taufstein wurden aus der alten Kirche übernommen.

### Altar
Der Altar aus dem Jahr 1686 ist im Stil der Spätrenaissance erbaut.

### Glocken
Im Turm gibt es zwei Glocken der Firma O. Olsen & Søn aus den Jahren 1914 und 1922. Auf der älteren findet man die Inschrift „Denne klokka er ei gåve fra Vrådølar i Amerika i 1914, med studnad av Vrådal sokn“ (dt.: Diese Glocke ist ein Geschenk der Vrådaler in Amerika im Jahr 1914, mit der Unterstützung der Pfarrgemeinde Vrådal). Die Glocke von 1922 trägt die Inschrift „Land, land, høyr Herrens ord“ (dt.: Land, Land, höre Gottes Wort).

### Orgel
Die Orgel aus dem Jahr 1962 stammt von der Norsk Orgel- og Harmoniumfabrikk in Snertingdal, die es bis in die Mitte der 90er-Jahre dort gab. Es handelt sich um eine 10-stimmige Pfeifenorgel.